# Sext (muziek)
Een sext (van Latijn: sextus, de zesde) is in de muziektheorie het interval in een diatonische toonladder tussen een eerste toon en de daarboven liggende zesde. Een sext omvat vijf toonafstanden, dat kunnen hele en halve toonafstanden zijn. De gebruikelijke grote sext bijvoorbeeld bestaat uit vier hele en een halve toonafstand. Het interval tussen bijvoorbeeld de tonen c en a is dus ook een sext. Men zegt dat de a een sext boven de c ligt. Daarnaast wordt ook de toon die in een diatonische toonladder op de zesde toontrap ligt, de sext genoemd. Zo is de a de sext in de toonladder van c. Ook wordt de tweeklank die bestaat uit twee tonen die een sext uit elkaar liggen, als sext aangeduid. De tweeklank c-a is een sext, of de tonen c en a vormen een sext. 
Samen met hun omkeringen, de tertsen, zijn de sexten de meest voorkomende intervallen in de klassieke muziek, en vormen zij de ruggengraat van functionele harmonie. Vanwege het historisch steeds veelvuldiger voorkomen van tertsen en sexten na circa 1350 is de stemming van de intervallen in de geschiedenis meermaals aangepast, om al deze harmonieën welluidender te maken.

## Varianten
Sexten worden nog onderscheiden in grote, kleine, verminderde en overmatige sexten.

### Grote sext
Een grote sext is opgebouwd uit vier hele en een halve toonafstand. Men duidt een grote sext wel afgekort aan met M6.
- Voorbeeld: Het interval tussen c' en a' is een grote sext.

### Kleine sext
Een kleine sext is opgebouwd uit drie hele en twee halve toonafstanden. Men duidt een kleine sext wel afgekort aan met m6.
- Voorbeeld: Het interval tussen c' en as' is een kleine sext:

### Verminderde sext
Een sext die bestaat uit twee hele en drie halve toonafstanden, heet een verminderde sext. Deze is zeer zeldzaam, want ze is enharmonisch gelijk aan de reine kwint.
- Voorbeeld: Het interval tussen cis' en as' is een verminderde sext:

### Overmatige sext
Een sext die bestaat uit vijf hele toonafstanden, heet een overmatige sext. Ze wordt in de klassieke muziek veelvuldig gebruikt sinds circa 1730, en is kenmerkend voor de muziek van o.a. Mozart. De overmatige sext is enharmonisch gelijk aan de kleine septiem).
- Voorbeeld: Het interval tussen c' en ais' is een overmatige sext:

Hoewel de overmatige sext sinds halverwege de 18e eeuw in zwang raakte en een stijlkenmerk van de muziek van Mozart genoemd kan worden, is zijn omkering, de verminderde terts, veel zeldzamer en voornamelijk in laat-romantische muziek te vinden.

## Sext in reine stemming en microtonale muziek
In de microtonale muziek en de reine stemming gaat men uit van breukgetallen, wat afwijkt van de gelijkzwevende stemming:
- de reine grote sext; toon die 5⁄3 × de frequentie van de grondtoon is. Deze toon is iets hoger dan de gelijkzwevende grote sext.
- de reine kleine sext; toon die 8⁄5 × de frequentie van de grondtoon is. Deze toon is eveneens iets hoger dan de gelijkzwevende kleine sext.
- de vergrote sext, ook wel harmonische septiem genoemd, is de toon die precies 7⁄4 keer zo hoog is als de grondtoon. Uitgedrukt in cents bedraagt deze toonafstand 968,83. Deze toon komt niet voor in de gebruikelijke westerse toonschaal. De grote sext in de gelijkzwevende stemming is 900 cents en is onrein (niet consonant) met de grondtoon, de kleine septiem is 1000 cents en ook onrein. De harmonische septiem valt tussen de gelijkzwevende grote sext en de gelijkzwevende kleine septiem. De harmonische septiem is een van de zeven tonen uit de septimalenreeks.

### Reine grote sext
De reine grote sext is de toon die precies 5⁄3 keer zo hoog is als de grondtoon. Uitgedrukt in cents bedraagt deze toonafstand 884,36. Deze toon is 15,64 cent lager dan de grote sext in de gebruikelijke westerse toonschaal. De grote sext in de gelijkzwevende stemming is 900 cents.
Onderstaande tabel verklaart waarom de reine grote sext thuishoort in de majeurtoonladder in de reine stemming. De toon verhoudt zich vrijwel consonant tot alle andere intervallen uit deze toonladder. De ± bij de Reine grote secunde in de tabel geeft aan dat er sprake is van een kleine onderlinge onreinheid.
| Reine intervallen        | Breukgetal van reine intervallen | Breukgetal van reine grote sext | Onderlinge relatie                            |
| ------------------------ | -------------------------------- | ------------------------------- | --------------------------------------------- |
| Prime (P1)               | 1⁄1                              | 5⁄3                             | 5⁄3 : 1⁄1 = 5⁄3 = reine grote sext (M6)       |
| Reine grote secunde (M2) | 9⁄8                              | 5⁄3                             | 5⁄3 : 9⁄8 = 1,48 = ± 3⁄2 = ± reine kwint (P5) |
| Reine grote terts (M3)   | 5⁄4                              | 5⁄3                             | 5⁄3 : 5⁄4 = 4⁄3 = reine kwart (P4)            |
| Reine kwart (P4)         | 4⁄3                              | 5⁄3                             | 5⁄3 : 4⁄3 = 5⁄4 = reine grote terts (M3)      |
| Reine kwint (P5)         | 3⁄2                              | 5⁄3                             | 5⁄3 : 3⁄2 = 10⁄9 = kleine grote secunde (M2)  |
| Reine grote sext (M6)    | 5⁄3                              | 5⁄3                             | 5⁄3 : 5⁄3 = 1⁄1 = prime (P1)                  |
| Reine grote septiem (M7) | 15⁄8                             | 5⁄3                             | 15⁄8 : 5⁄3 = 9⁄8 = grote secunde (M2)         |
| Octaaf (P8)              | 2⁄1                              | 5⁄3                             | 2⁄1 : 5⁄3 = 6⁄5 = reine kleine terts (m3)     |

Uit de volgende tabel blijkt dat de reine grote sext in de melodische mineurladder in de reine stemming niet volkomen harmonisch is met de kleine terts en de kleine septiem (± geeft aan dat het onvolkomen is):
| Reine intervallen         | Breukgetal van reine intervallen | Breukgetal van reine grote sext | Onderlinge relatie                              |
| ------------------------- | -------------------------------- | ------------------------------- | ----------------------------------------------- |
| Reine kleine terts (m3)   | 6⁄5                              | 5⁄3                             | 5⁄3 : 6⁄5 = 1,39 = ± 7⁄5 = ± septimale tritonus |
| Reine kleine septiem (m7) | 9⁄5                              | 5⁄3                             | 9⁄5 : 5⁄3 = 1,08 = ± 12⁄11 = ± driekwarttoon    |

### Reine kleine sext
De reine kleine sext is de toon die precies 8⁄5 keer zo hoog is als de grondtoon. Uitgedrukt in cents bedraagt deze toonafstand 813,69. Deze toon is 13,69 cents hoger dan de kleine sext in de gebruikelijke gelijkzwevende stemming welke per definitie 800 cents is.
Onderstaande tabel verklaart waarom de reine kleine sext thuishoort in de natuurlijke mineurtoonladder in de reine stemming. De toon verhoudt zich vrijwel consonant tot bijna alle andere intervallen uit deze toonladder.
| Reine intervallen         | Breukgetal van reine intervallen | Breukgetal van reine kleine sext | Onderlinge relatie                               |
| ------------------------- | -------------------------------- | -------------------------------- | ------------------------------------------------ |
| Prime (P1)                | 1⁄1                              | 8⁄5                              | 8⁄5 : 1⁄1 = 8⁄5 = reine kleine sext (m6)         |
| Reine grote secunde (M2)  | 9⁄8                              | 8⁄5                              | 8⁄5 : 9⁄8 = 64⁄45 = 1,42 dicht bij een tritonus. |
| Reine kleine terts (m3)   | 6⁄5                              | 8⁄5                              | 8⁄5 : 6⁄5 = 4⁄3 = reine kwart (P4)               |
| Reine kwart (P4)          | 4⁄3                              | 8⁄5                              | 8⁄5 : 4⁄3 = 5⁄4 = reine grote terts (M3)         |
| Reine kwint (P5)          | 3⁄2                              | 8⁄5                              | 8⁄5 : 3⁄2 = 16⁄15 = reine kleine secunde (m2)    |
| Reine kleine sext (m6)    | 8⁄5                              | 8⁄5                              | 8⁄5 : 8⁄5 = 1⁄1 = prime (P1)                     |
| Reine Kleine septiem (m7) | 9⁄5                              | 8⁄5                              | 9⁄5 : 8⁄5 = 9⁄8 = reine grote secunde (M2)       |
| Octaaf (P8)               | 2⁄1                              | 8⁄5                              | 2⁄1 : 8⁄5 = 5⁄4 = reine grote terts (M3)         |

## Tertsrelatie
- De grote sext is nauw verbonden met de kleine terts, in de muziek spreekt men van omkering: de grote sext en de kleine terts zijn elkaars omkeringen. De toon die een grote sext boven de grondtoon ligt, vormt namelijk met het octaaf een kleine terts.
- De kleine sext is de omkering van de grote terts. De toon die een kleine sext boven de grondtoon ligt, vormt namelijk met het octaaf een grote terts.

Deze verwantschap gaat ook op ook voor de reine grote sext en de reine kleine sext, die de omkeringen zijn van respectievelijk de reine kleine terts (6⁄5) en de reine grote terts (5⁄4).